# Santana do Seridó
Santana do Seridó is een gemeente in de Braziliaanse deelstaat Rio Grande do Norte. De gemeente telt 2.858 inwoners (schatting 2009).